# Wildtier-Reservat Cuyabeno
Das Wildtier-Reservat Cuyabeno (span. Reserva de Producción de Fauna Cuyabeno) – welches heute gleichzeitig in verschiedene indigene Territorien (Territorios Indígenas) für fünf indigene Völker südamerikanischer Indianer eingeteilt ist – umfasst 594.950 ha und ist damit mehr als doppelt so groß wie der Staat Luxemburg. Das Schutzgebiet liegt im Amazonas-Regenwald der nordöstlichen Provinzen Sucumbíos  und Orellana in Ecuador nahe zum Dreiländereck zu Kolumbien (nördlich) und Peru (östlich). Der Äquator verläuft durch den Norden des Reservates. Nur wenige Kilometer südlich der Reservatsgrenze beginnt der Yasuní-Nationalpark. Das Wildtier-Reservat umfasst die hydrographischen Becken der drei Flüsse Cuyabeno – nach dem das Gebiet benannt wurde –, Lagartococha und Aguarico. Zusammen mit Yasuní ist das Gebiet einer der artenreichsten Orte der Erde.
Dem Managementplan von 2010 ist zu entnehmen, dass neben der Erhaltung der intakten Ökosysteme (vor allem des Cuyabeno-Flussbeckens und des Lagartochocha-Flussbeckens inklusive der jeweiligen Süßwasserlagunen) und der biologischen Vielfalt (unter besonderer Berücksichtigung des Amazonasdelfins, der Amazonas-Seekuh, des Riesenotters und des Jaguars) die Förderung der indigenen Kulturvielfalt durch eine nachhaltige und partizipative Nutzung der natürlichen Ressourcen (vor allem durch Tourismus) einen gleichwertigen Stellenwert haben.
Aus Sicht des internationalen Naturschutzes wird Cuyabeno zusammen mit den angrenzenden Nationalparks Güeppí Sekime in Peru und La Paya in Kolumbien als länderübergreifender Schutzgebietskomplex von insgesamt über 12.200 km² betrachtet. Cuyabeno entspricht am ehesten der internationalen Schutzgebietskategorie IV (Biotop- und Artenschutzgebiet, vergleichbar mit den deutschen Naturschutzgebieten), wird jedoch von der IUCN im Gegensatz zu den beiden Nationalparks noch nicht gelistet (2019).

## Geschichte

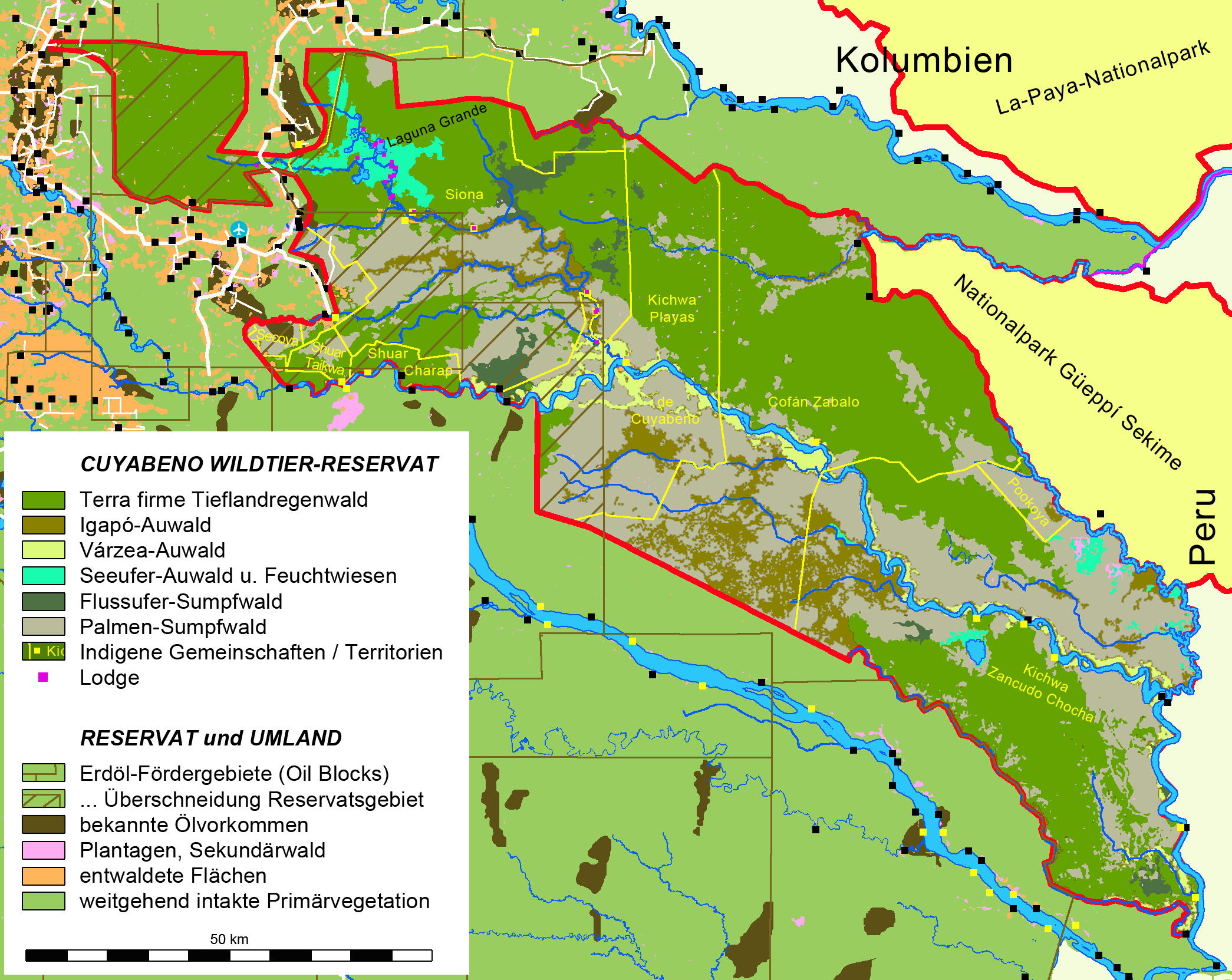
Schutzgebiet Cuyabeno und Umland (Stand 2019)

Das Reservat wurde 1979 im Zusammenhang mit der Schaffung eines Systems von Naturschutzgebieten in Ecuador auf der Grundlage einer FAO-Studie von 1976 eingerichtet. Ursprünglich umfasste es deutlich weniger als die Hälfte der heutigen Fläche.
Im Zuge der „Zivilisierung“ des Amazonastieflandes, der Erdölförderung und den dadurch verursachten dramatischen Schäden in der Region westlich des Reservates – aber auch durch die neuen Regulatorien des Naturschutzgebietes, die ein Ausweichen der lokalen Bevölkerung in unzerstörte Gebiete verhinderte – kam es zu Konflikten mit den betroffenen Ethnien. Dies führte schließlich 1991 – zusätzlich unterstützt durch die Tourismusindustrie, die sich seit 1986 in Cuyabeno etabliert hatte – zu einer Ostverlagerung sowie -erweiterung bis an die peruanische Grenze. Dabei wurde das Reservat auch dem Schutz und Nutzen der einheimischen indigenen Gruppen gewidmet.
Zwischen 1992 und 2002 wurde mit acht verschiedenen lokalen Gemeinschaften entsprechende Vereinbarungen getroffen. Die wichtigste Ad-hoc-Maßnahme war die Festlegung des 4.350 km² großen Gebietes „Cuyabeno-Imuya“ im Norden und Osten des Reservates, in dem die marktwirtschaftliche Nutzung von Holz und Bodenschätzen verboten wurde. Bis 2008 wurde der Großteil des Reservates (nach einem konfliktreichen Prozess) in entsprechende Sektoren nach Ethnien unterteilt.
1994 wurde der bereits erheblich beeinflusste ehemalige Reservatsteil im Westen als staatliches Waldschutzgebiet ausgewiesen, in dem nachhaltige, umweltverträgliche Forstwirtschaft erlaubt sein sollte.

## Klima

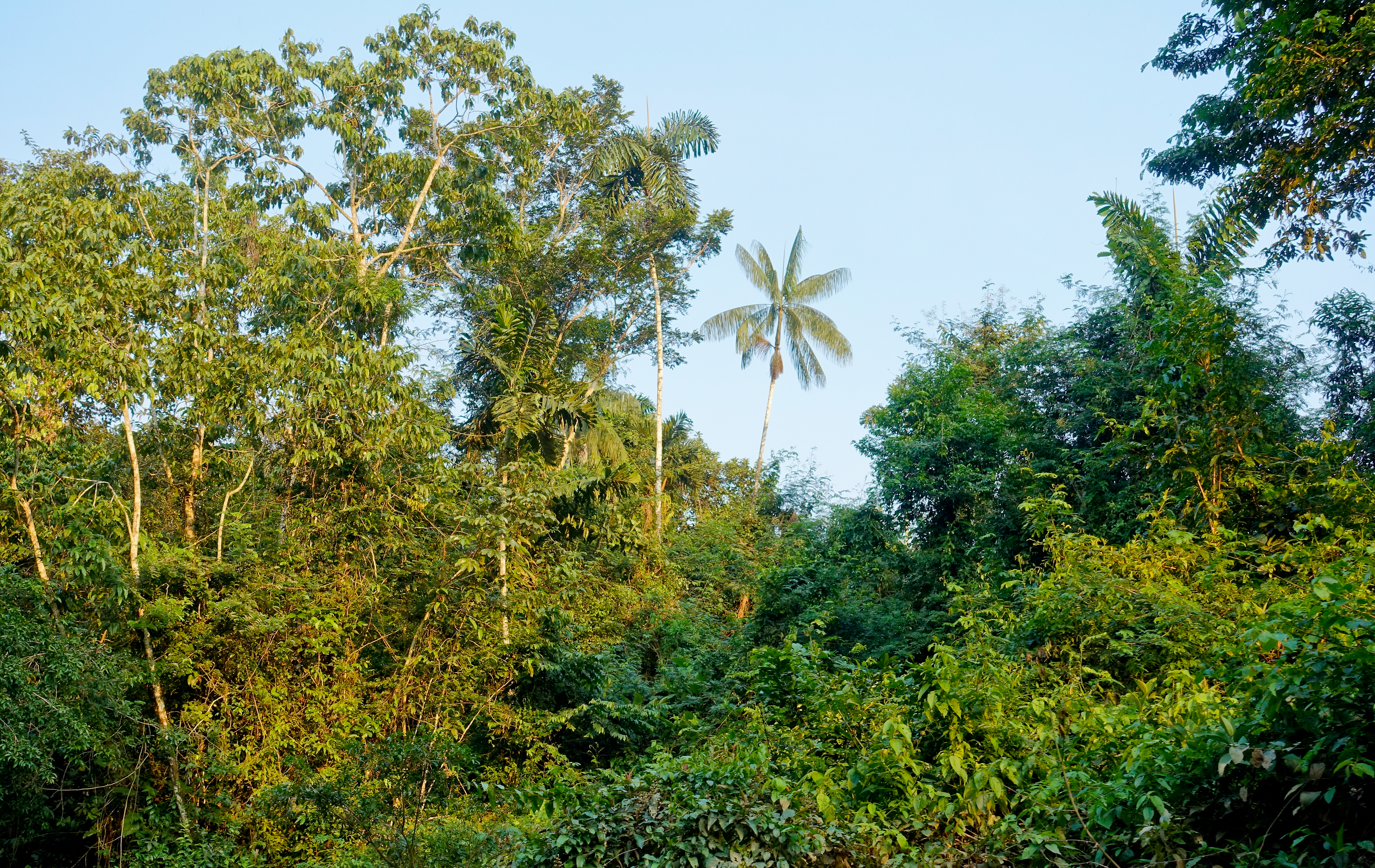
Tropischer Regenwald in der Trockenzeit (Anfang März)

Das ecuadorianische Amazonasgebiet ist heiß, feucht und regnerisch. Die Temperatur liegt bei 22 °C bis 26 °C (ø 24 °C) Die jährlichen Niederschlagsmengen liegen bei 3000 bis 4000 mm (ø 3300 mm)
und die Luftfeuchtigkeit beträgt 85 bis 95 %. Anders als im weiter östlich liegenden Amazonasbecken beginnt die Trockenzeit in Cuyabeno im Dezember und dauert bis Mitte März. In dieser Zeit trocknet die Laguna Grande in der Regel komplett aus und der Cuyabenofluss führt nur noch im unteren Abschnitt Wasser. Die Regenzeit dauert von April bis November.

## Landschaften, Flora und Fauna

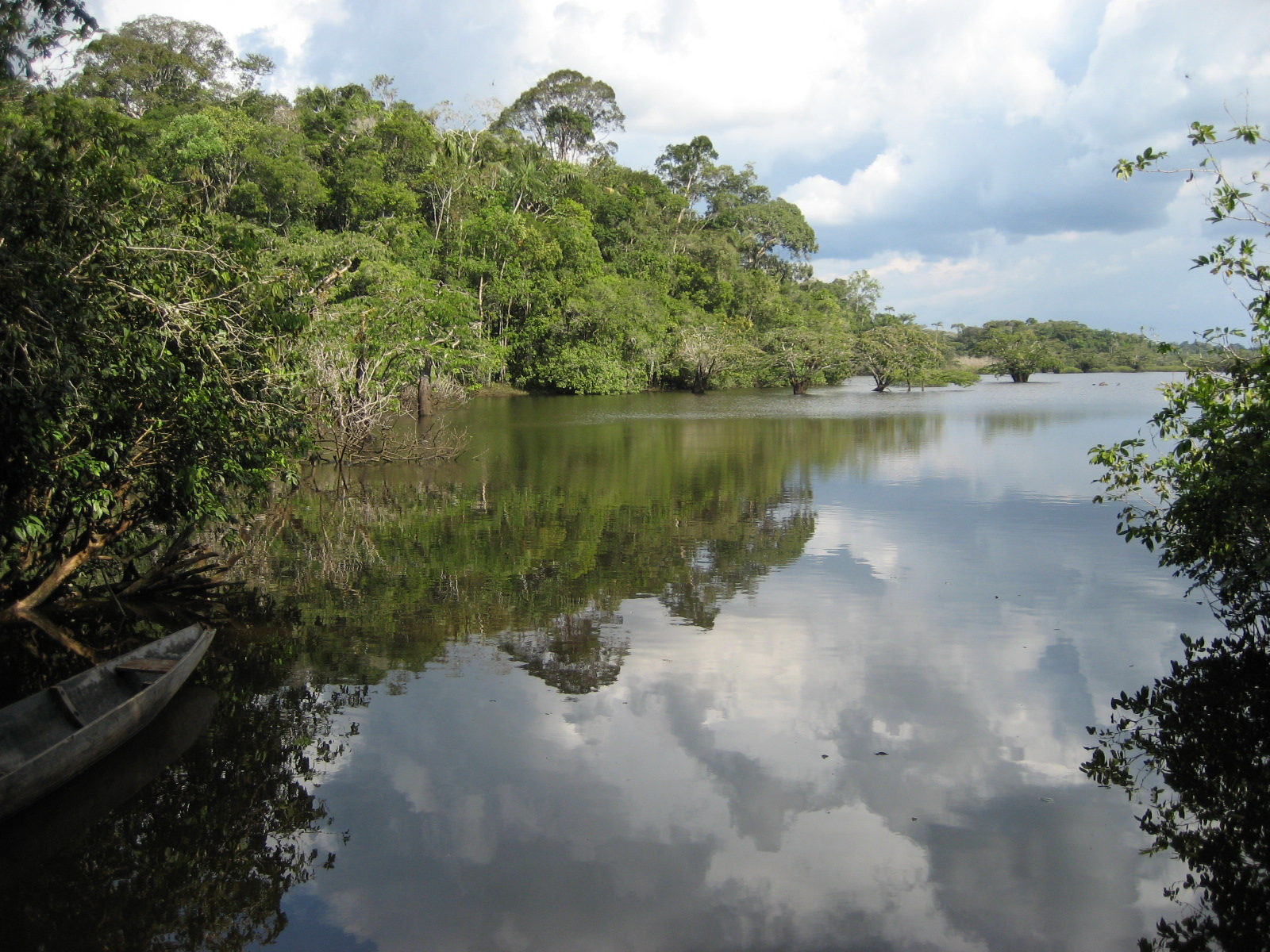
Überschwemmungslandschaft in Cuyabeno

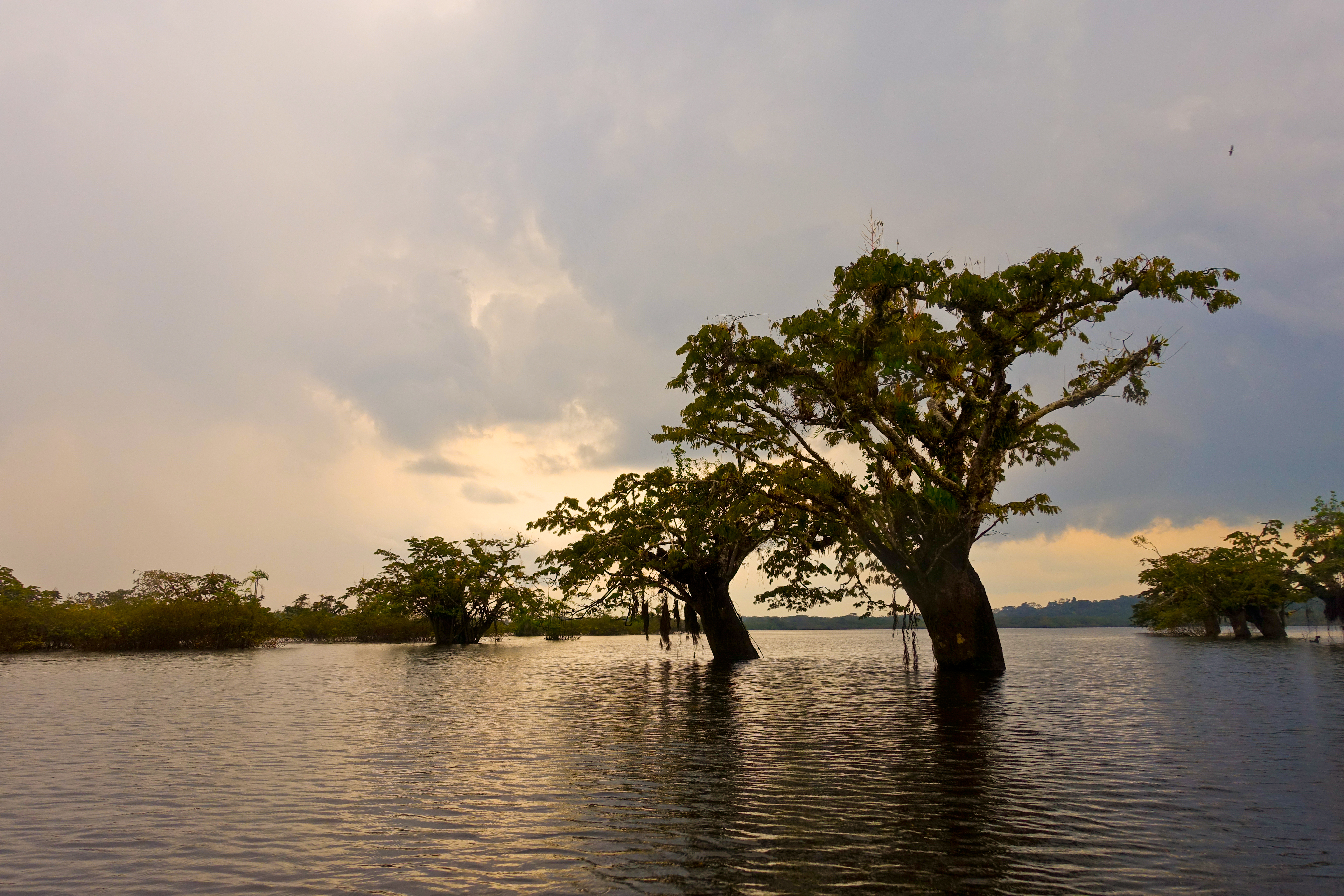
Die prägenden Macrolobiumbäume der Laguna Grande

Bis auf den äußersten Westen mit niedrigen Hügeln ist das Gebiet flach. Die 14 temporären Süßwasser-Lagunen entlang des Cuyabeno-Flusses, die durch Überschwemmungen zu Beginn der Regenzeit von April bis Juli gebildet werden, sind einzigartig im ecuadorianischen Amazonastiefland. Ihr Wasserstand schwankt im Jahr um bis zu 5 m. Zusammen mit dem einzigen Weißwasserfluss Río Aguarico und zahlreichen schmalen Schwarzwasserläufen bildet Cuyabeno das größte Feuchtgebiet des ecuadorianischen Amazonasgebietes. Darüber hinaus verfügt das Gebiet über eine sehr hohe Biodiversität in einer Vielzahl unterschiedlicher Habitate. Es ist überdies erwähnenswert, dass Cuyabeno zu einem von sieben pleistozänen Refugien Amazoniens gehört, in dem der Regenwald auch während der letzten Eiszeiten mit seinem typischen Arteninventar bestehen blieb, während sich die anderen Gebiete in eine Savannenlandschaft verwandelten. Der Wald gehört damit zu den ältesten dauerhaft bestehenden Ökosystemen der Erde.
Die ökozonale Gliederung des Reservates wird vor allem durch den Lauf des Río Aguarico bestimmt. Seine Ufer werden auf einige Kilometer von palmreichen tropischen Weißwasser-Auwäldern (Várzea-Wald) gesäumt, die regelmäßig überflutet werden. Auch entlang der Schwarzwasserflüsse befinden sich Auwälder, die regelmäßig überflutet werden (Igapó-Wald). Dahinter erstreckt sich auf beiden Seiten in weiten Teilen feuchtes Gras- und Buschland, dass wiederum in den niemals überfluteten tropischen Tieflandregenwald (Terra Firme) übergeht.
Cuyabeno hat eine enorm große Biodiversität und Wildtierpopulationen. Im Regenwald existiert eine artenreiche Vegetation mit Pflanzen wie z. B. diversen Palmengewächsen (wie etwa die dominierende Buriti-Palme am Río Aguarico), Bromelien, Ceibos, Helikonien, Macrolobium-Bäumen (als prägende Art der Schwarzwasserlagunen), wilden Rosen und Orchideen. Die für das Reservat nachgewiesenen Pflanzen umfassen 1.400 verschiedene Arten. Davon sind allein 473 Baumarten. Schätzungen zufolge dürfte die Anzahl der Pflanzenarten jedoch 3–4.000 Arten umfassen.
Bei den Tieren kommen nahezu alle Arten Amazoniens vor.
- 165 Säugetierarten: Jaguar, Puma, Capybara, Riesenotter, zwei Hirscharten, Flachlandtapir, Ameisenbären, Pekaris, Gürteltiere, mindestens 10 Arten von Neuweltaffen (wie Krallenaffen, Tamarin-Affen und Brüllaffen), Amazonas-Seekuh und der Amazonasdelfin
- rund 500 Vogelarten: z. B. Hoatzin, Neuweltpapageien, tropische Eisvögel, Reiher
- 81 Amphibienarten: Baumsteigerfrösche
- 54 Reptilienarten: z. B. Kaimane, Schildkröten, Anakondas, Leguane
- 184 Fischarten: z. B. Piranhas, Welsartige, Zitteraal

## Territorios Indígenas

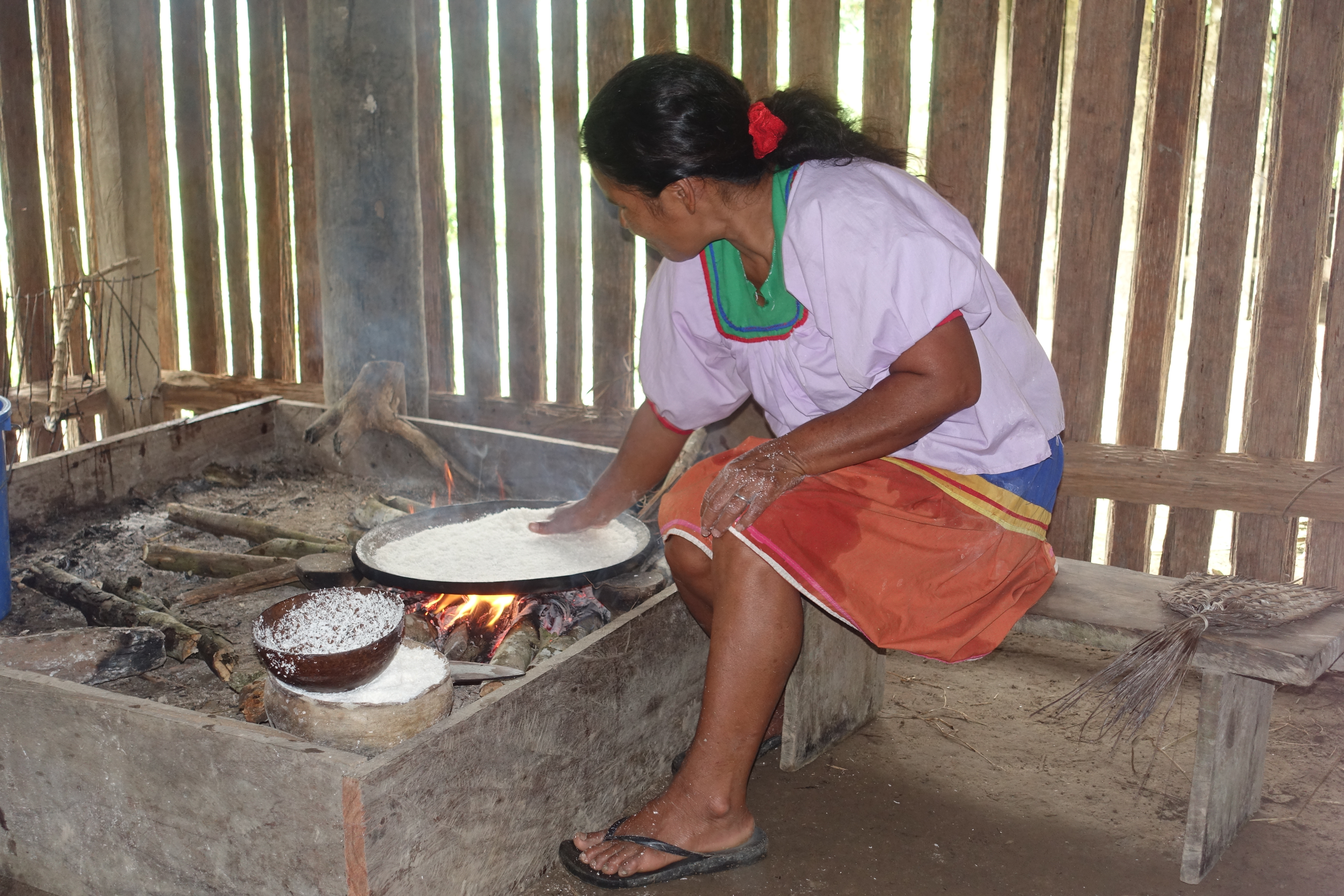
Herstellung von Fladen aus frisch gemahlenem Maniok

Ursprünglich lebten im Cuyabeno-Gebiet nur die zwei verwandten indigenen Völker der Siona und Secoya, die dort bis in die frühen 1980er Jahre weitgehend unbeeinflusst ihr traditionelles Leben führten. Bei der Einrichtung von acht indigenen Territorien innerhalb des Wildtier-Reservates – bei der zusätzlich ein Gebiet für die Cofán, zwei Gebiete für Kichwa aus dem Umfeld der Ölstadt Lago Agrio festgelegt wurden, zwei für „Splittergruppen“ der Shuar (die normalerweise im Südosten Ecuadors siedeln) und eins für die Pookoya – wurde keine Rücksicht auf die ursprünglichen Siedlungsgebiete genommen. Dies führte zu langjährigen Konflikten zwischen den Ethnien. Heute existieren 11 indigene Dorfgemeinschaften in Cuyabeno. (Hinzu kommen rund 600 Kleinbauern innerhalb und über 8.000 im grenznahen Bereich des Reservates, deren Aktivitäten die Ökosysteme negativ beeinflussen.)
Vom Grundsatz her sollen die indigenen Territorien ihren Bewohnern die Möglichkeit bieten, ihre traditionellen Subsistenzformen fortzuführen. Seit den 1990er Jahren wurden zudem etliche ökotouristische Lodges eingerichtet, von denen auch die indigenen Gemeinschaften profitieren sollen.

### Management
Die indigenen Angelegenheiten und Konflikte, die von außen drohenden Gefahren durch illegale Aktivitäten, die mögliche Ausweitung der Erdölförderung und der Tourismus machen ein intensives und nachhaltiges Management des Wildtier-Reservates erforderlich. Die Festlegung der „Verbotszone“ Imuya („Zona intangible“) und die Garantie des Staates zur Bewahrung des Reservatsgebietes sowohl im Sinne des Naturschutzes als auch im Hinblick auf die Versorgung der Indigenen und ihrer kulturellen Eigenständigkeit waren die ersten, wichtigen Voraussetzungen dazu. Nach Angaben des UNEP World Conservation Monitoring Centre soll das in der ecuadorianischen Verfassung verankerte indigene Lebensprinzip des "Sumak kawsay" (Kichwa für “Gutes Leben”) als Grundlage für die Managementpläne dienen.
Managementkategorien der Cuyabeno Fauna-Produktionsreserve (2010)
- Forschung
- Umwelterziehung
- Nachhaltiges Management von Wildtieren
- Wiederherstellung von Ökosystemen
- Erhaltung kultureller und ethnischer Werte
- Naturorientierter Tourismus

## Tourismus

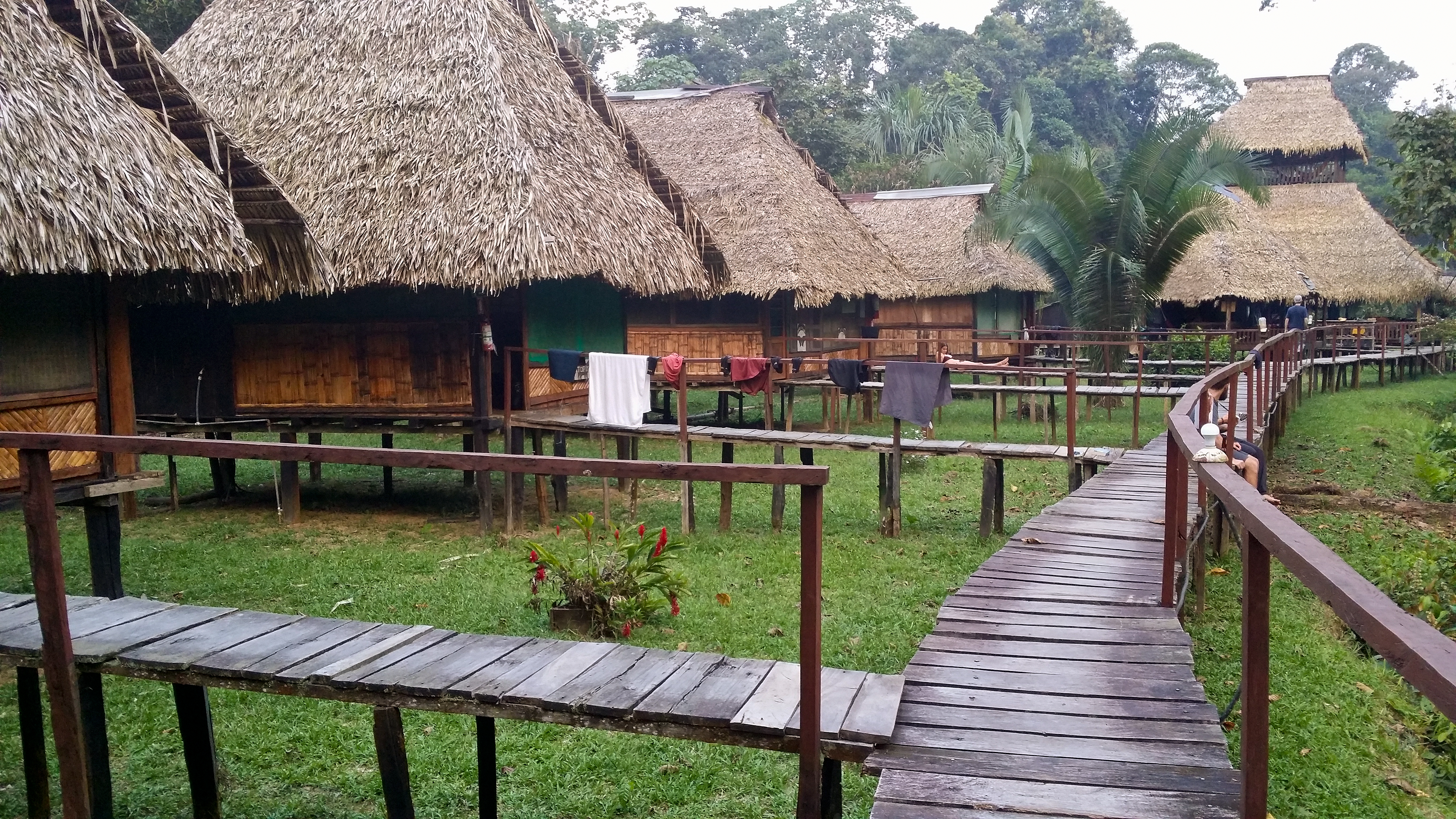
Cuyabeno River Lodge, die einzige Lodge westlich der Straße

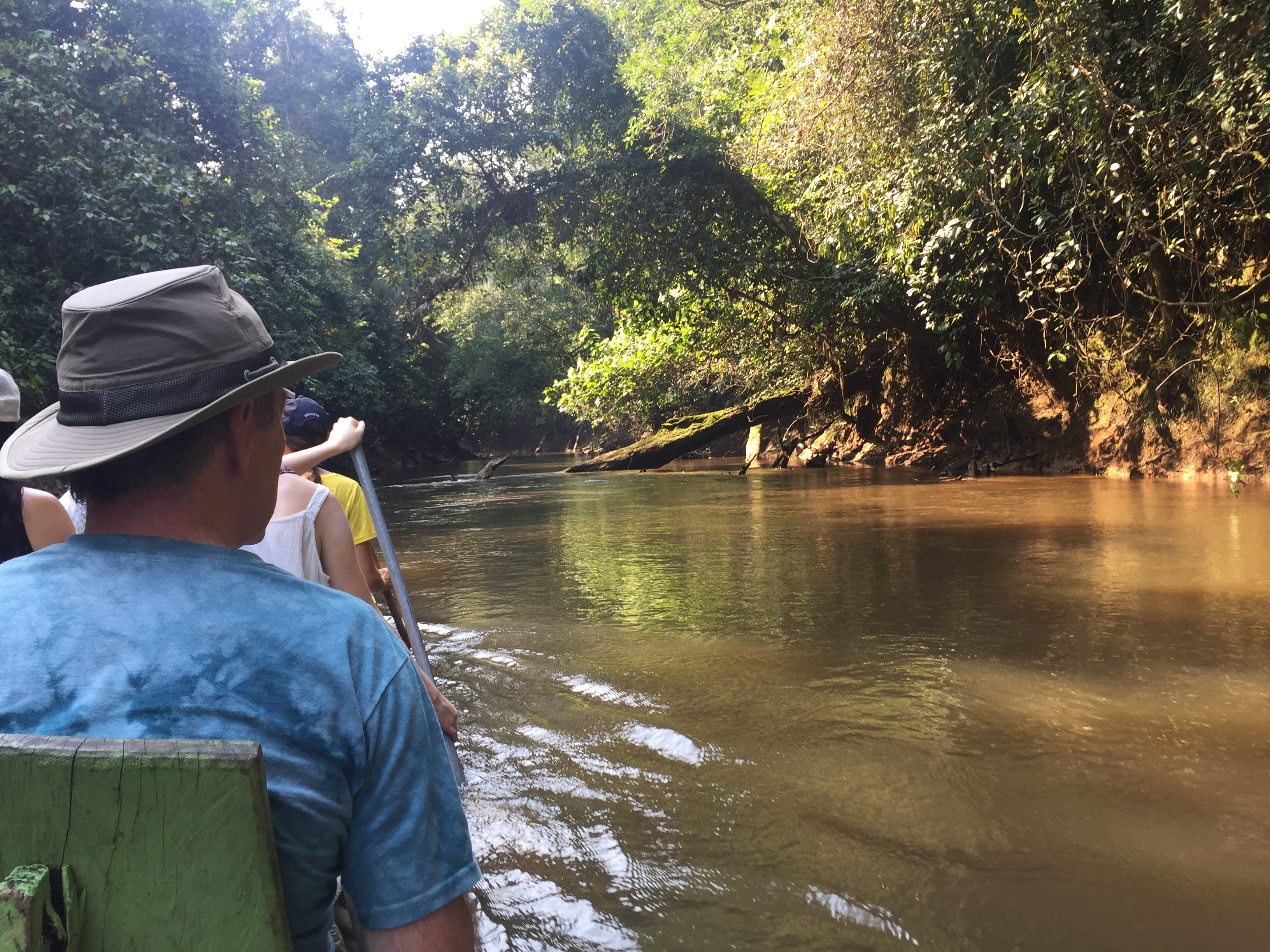
Tourismus per Boot

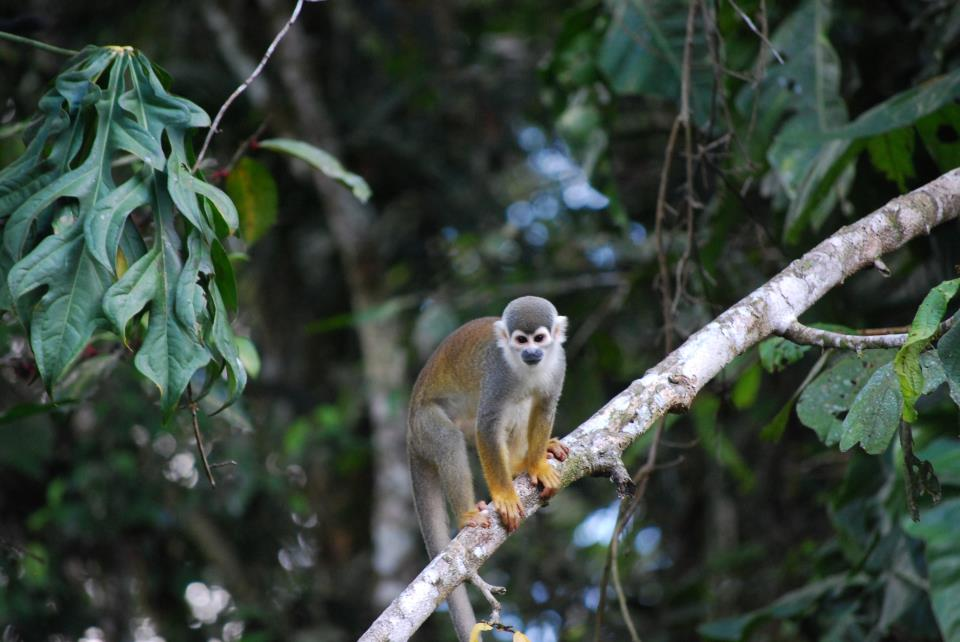
Totenkopfaffen sind recht häufig anzutreffen

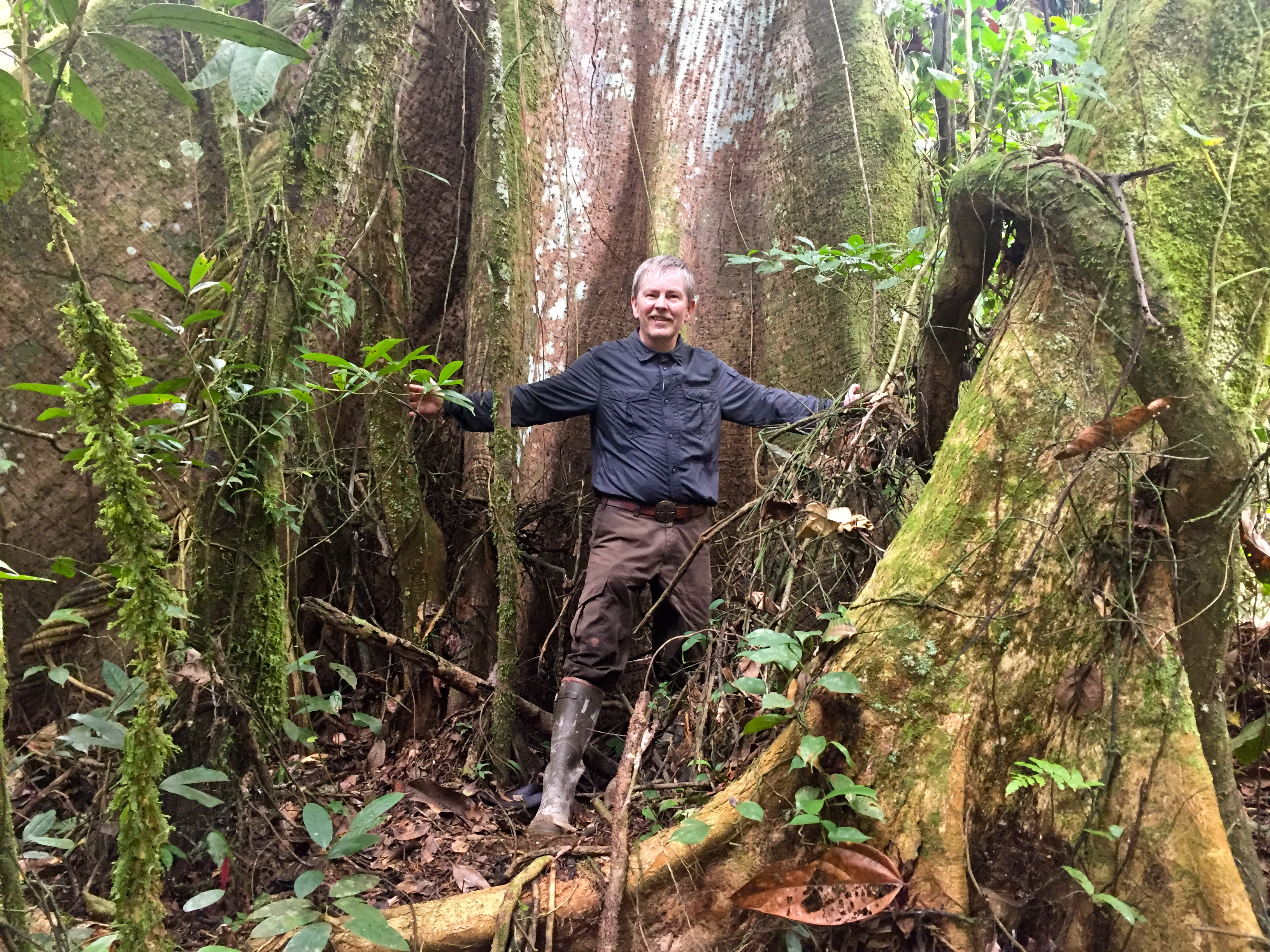
„Urwaldriesen“: Für jeden Touristen ein unvergessliches Erlebnis

### Angebote
Für den Tourismus, der sich seit 1986 etabliert hat, ist das Reservat vor allem von der Brücke „El Puente“ über den Río Cuyabeno an der Fernstraße E 10 nördlich der Stadt Tarapoa zugänglich. Vom dortigen Parkcenter sind rund zwanzig Lodges (2019) mit dem Motorkanu über den Cuyabeno-Fluss erreichbar, die sich an der Laguna Grande (dt. „großer See“) und am Fluss befinden. Von den Lodges aus werden geführte Wanderungen und Kanufahrten in die Umgebung angeboten, um Tiere und Pflanzen zu beobachten. Die überall nahezu identischen meist drei- bis fünftägigen Reisepakete werden über nationale und internationale Reisebüros und das Internet vorwiegend an ausländische Besucher verkauft. Lediglich die Besuche bei indigenen Dörfern sind je nach Veranstalter unterschiedlich: Da sich die meisten Lodges im Siona-Territorium befinden, werden vor allem die Dörfer Puerto Bolívar und San Victoriano angefahren. Hier wird zum Beispiel der Weg von der Maniokernte bis zur Fertigstellung des traditionellen Maniok-Fladenbrotes demonstriert. Bei anderen Touren zu den Secoyas und Cofánes wird Handwerkskunst (etwa farbige Ketten aus verschiedenen Samen oder Flechtwerk aus Chambira-Palmfasern) vorgeführt.

### Entwicklung
1991 gab es 14 bis 20 ecuadorianische Reiseveranstalter für rund 5.000 Touristen jährlich. Durch den Eintritt eines der wichtigsten Tourismusunternehmen des Landes (Metropolitan Touring mit dem schwimmenden „Flotel Orellana“ auf dem Río Aguarico) wurde Cuyabeno immer populärer, so dass 1998 bereits knapp 8.000 Besucher zu verzeichnen waren. Die Einstellung des Flotels führte zu einem Rückgang der Besucherzahlen von 2001 bis 2007 auf wiederum rund 5.000 pro Jahr. Seitdem findet der Tourismus praktisch nur noch am Cuyabenofluss und der Laguna Grande statt. Bis 2011 stieg die Zahl der Besucher auf knapp 11.000 im Jahr 2011. Nach Angabe eines Veranstalters von 2019 liegt die Besucherzahl aktuell bei 12.000 jährlich.
Nach einer Umfrage von 1998 ist die große Mehrzahl der Touristen vor allem an „indigenen Touren“ und der „wilden Atmosphäre“ interessiert, so dass das zuständige Ministerium entschied, den Großteil der Einnahmen in den Schutz und die Verwaltung des Reservates (Personal, Wachposten, Patrouillenausrüstung) statt in Infrastrukturmaßnahmen (vor allem das Parkzentrum) zu investieren.
2012 empfahl das Umweltministerium eine Ausweitung des Tourismus (Einbeziehung weiterer Flüsse und bisher gesperrter Lagunen), um auch die bisher wenig oder nicht beteiligten indigenen Kommunen anzubinden und die notwendigen Einnahmen zum Schutz des Gebietes zu erhöhen.

### Pro
Ohne die Tourismusindustrie wäre es fraglich, ob es zur Verdoppelung der Reservatsfläche gekommen wäre. Auch der gute Erhaltungszustand des Gebietes wird mit dem Tourismus in Verbindung gebracht. Auf Luftbildern von 1990, 2000 und 2008 ist deutlich erkennbar, dass es im Reservat nur sehr geringfügige Veränderungen der Vegetation gegeben hat, während es vor allem westlich davon zu drastischen Abholzungen gekommen ist (siehe auch abgebildete Karte).
Zweifellos dient der Cuyabeno-Tourismus mit jährlichen Einnahmen in Höhe vieler Millionen Dollar Tausenden von Menschen als Haupteinnahmequelle. Dies gilt auch für etliche Angehörige der ansässigen Ethnien. Nach einer Untersuchung bezogen drei indigene Lokalgruppen 80 bis 100 % ihrer Geldeinkünfte aus dem Tourismus. Darüber hinaus sind sie der Meinung, dass der Tourismus ihnen bei der Revitalisierung ihrer Kulturen geholfen habe. Ethnologen sehen dies allerdings kritisch.

### Contra

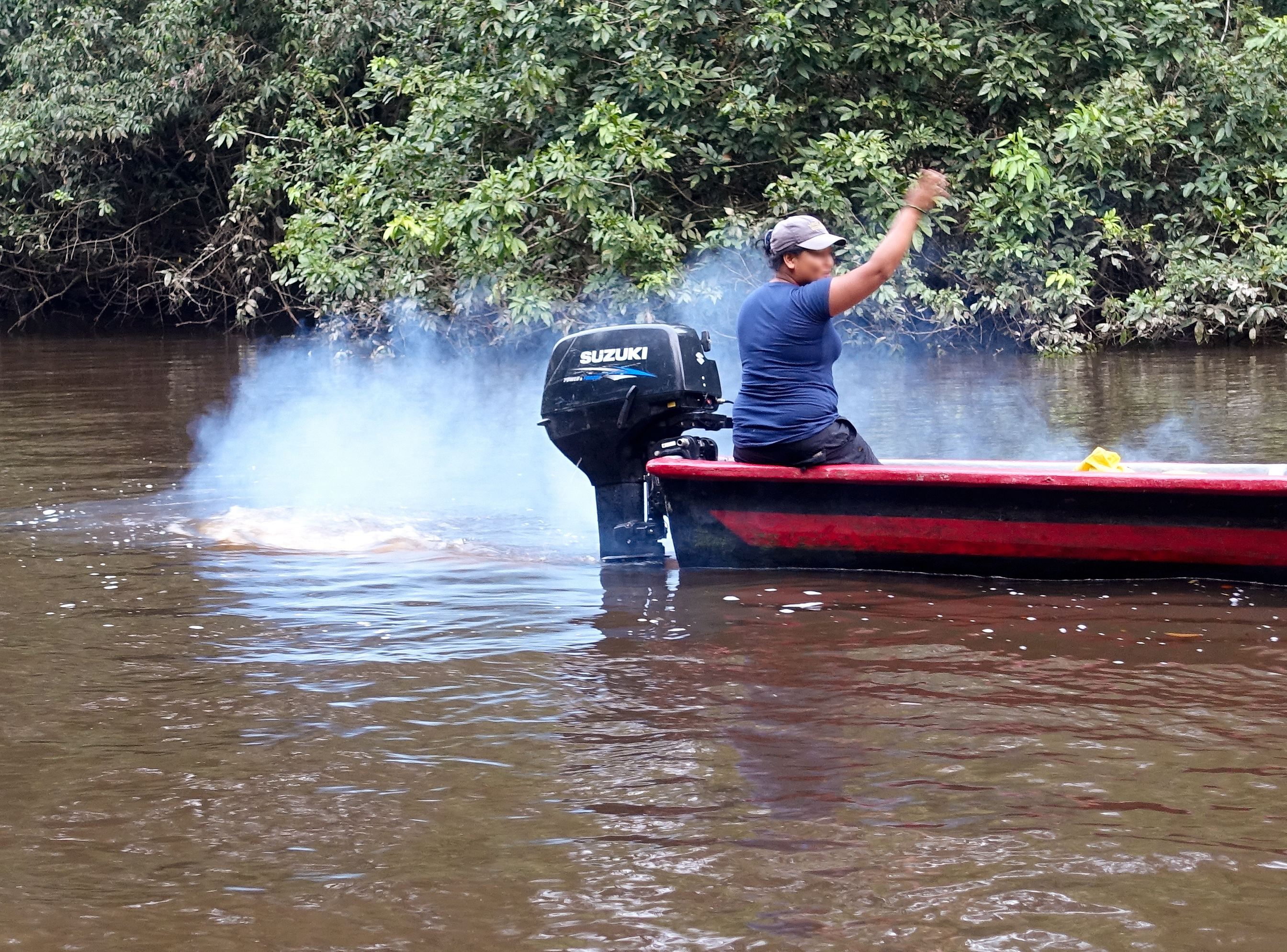
Die Abgase der Motorboote gefährden die empfindlichen Ökosysteme

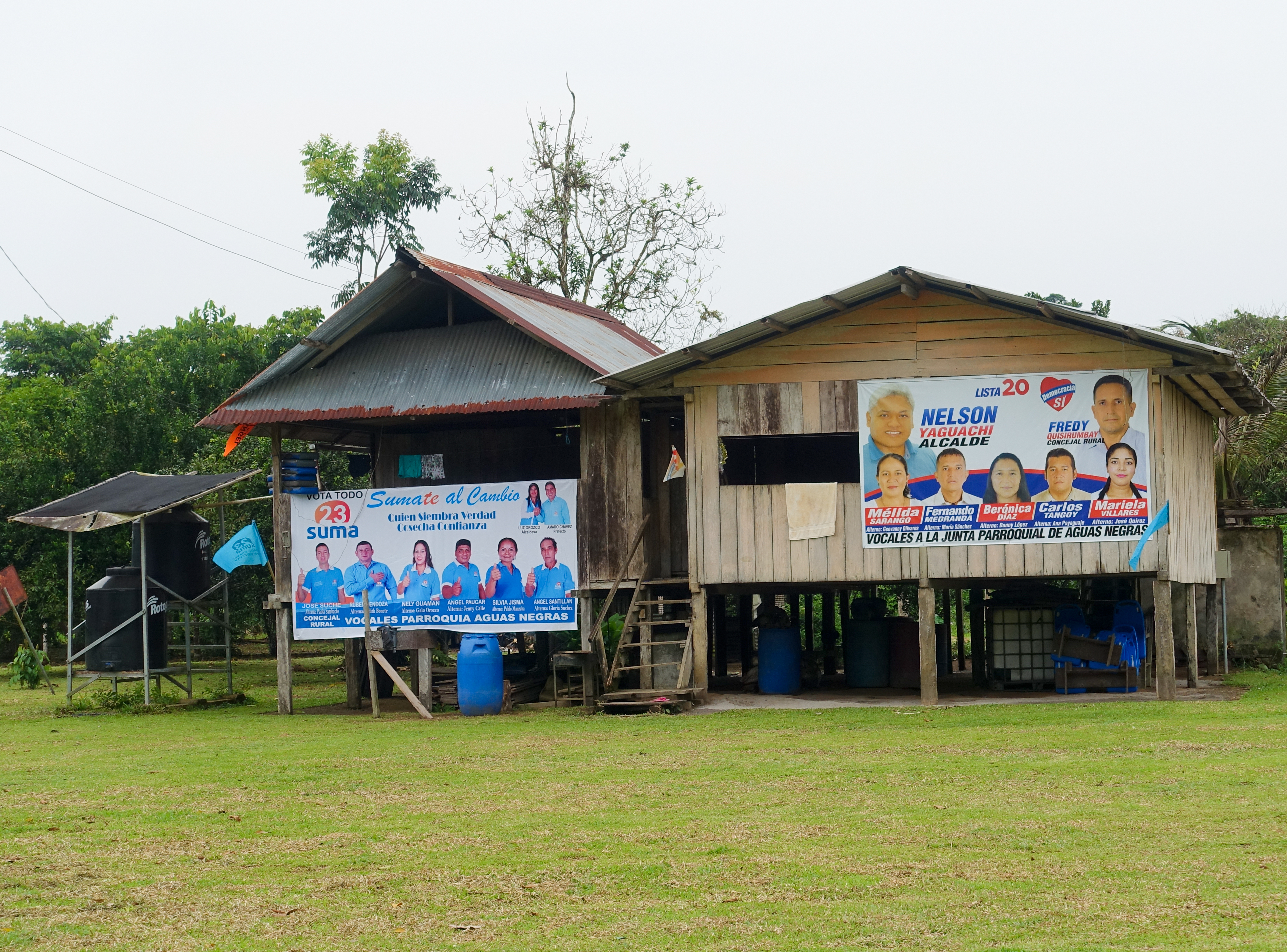
Die Siedlungen der Indigenen sind nur mit dem Motorboot zu erreichen. Der zunehmende Kontakt mit Touristen und Funktionären verändert die Kultur: Beispiel Bolzplatz, Versammlungshaus und Wahlwerbung im Siona-Dorf San Victoriano

Obwohl der Tourismus als Gegengewicht zur Erdölindustrie sowohl Job-Alternativen bietet als auch dem Schutz der Natur und den indigenen Lebensweisen förderlich ist, treten etliche „Nebenwirkungen“ ein, die das Potential haben, die Vorteile langfristig ins Gegenteil zu verkehren:
- Die Ausweitung des Tourismus gefährdet die biologische Vielfalt[12] (durch die Anwesenheit von immer mehr Menschen sowie in der Folge zunehmende Licht-, Schall- und Schadstoffemissionen durch Lodges und Motorkanus) sowie einzelne Arten. So erhöht etwa der Motorbootverkehr die Atemfrequenz der Amazonasdelfine, so dass seit 1994 ein geringfügiger Rückgang der Population zu verzeichnen ist.[14]
- Das Ziel, den indigenen Gruppen eine Einnahmequelle zu bieten, wird nur unzureichend erreicht:
  - Fast alle Lodges werden von außenstehenden Unternehmen geführt, so dass die Einnahmemöglichkeiten für die Indigenen sich auf diverse Dienstleistungen (Bootsführer, Lodge-Angestellte) und spezielle Verträge mit den Veranstaltern beschränken. Solche Verträge verpflichten die Gemeinschaften etwa, in bestimmten Gebieten auf das Jagen und Sammeln zu verzichten oder touristisch interessante kulturelle Eigenarten vorzuführen. Als Gegenleistung bekommen sie je nach Vertragspartner entweder Geld oder Güter und Dienstleistungen wie beispielsweise Lebensmittel und Schuluniformen, kostenlose Transportleistungen per Schiff oder Flugzeug oder kostenlose Bildungsangebote.[7]
  - Bislang profitieren nur die leicht erreichbaren Dörfer im Westen Cuyabenos vom Tourismus.[15]
  - Der Tourismus hat etliche Auswirkungen auf den kulturellen Wandel: Die ursprünglich vorherrschende soziale Gleichstellung der Gruppenmitglieder schwindet, da häufig nur wenige Personen einer Gemeinschaft vom Tourismus profitieren. Es entsteht ein Gefälle von „arm“ zu „reich“.[16] Die Lebensweise der Dienstleister ändert sich: die Subsistenzwirtschaft aus Jagd und Sammelwirtschaft verliert (wenn auch langsam) an Bedeutung, der Wunsch nach Konsumgütern und modernen Technologien wächst (nicht nur bei den Beteiligten) und erfordert mehr Geld, während die vormalige „geldlose“ wirtschaftliche Unabhängigkeit gleichermaßen abnimmt. Der Kontakt zu den Touristen und die vertraglichen Auflagen zum Naturschutz fördern ein Umweltbewusstsein nach westlicher Denkart,[7] das zu Konflikten über die traditionellen Werte führen kann. Dies alles fördert die Akkulturation der Indigenen.
  - Die von den Einheimischen als „kulturelle Revitalisierung“ bewertete Rückkehr zu verschiedenen Traditionen wird von Ethnologen kritisch gesehen, da zum einen nur bestimmte – touristisch interessante – Bräuche wiederbelebt werden und zum anderen, weil die Vermarktung den Bräuchen ihre ursprüngliche Bedeutung raubt und sie aus dem kulturellen Kontext reißt,[6] so dass hier eher eine Folklorisierung zu beobachten ist.
  - Sowohl die Verwendung indigener Kulturelemente als auch die Verwendung von Verbrennungsmotoren an Kanus, zur Stromerzeugung und Trinkwasserförderung entspricht – neben weiteren Aspekten – nicht den Kriterien des Ökotourismus,[6] den die ecuadorianischen Veranstalter unisono bewerben.
- Schlussendlich erhöhen die touristischen Routen das Risiko nachrückender Siedler.[10]

## Gefährdungen

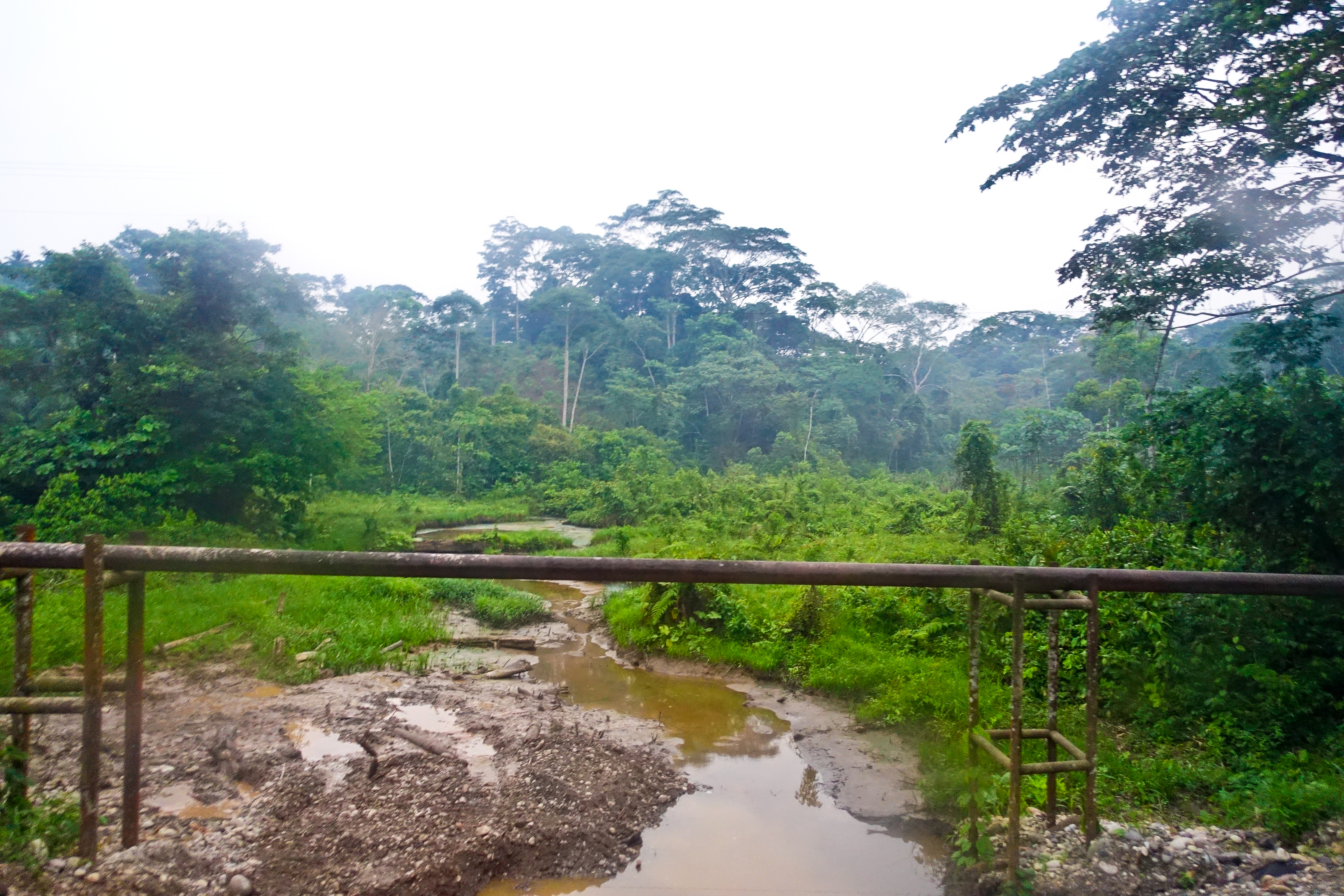
Erdölpipeline an der E10, wenige Kilometer von der Reservatsgrenze entfernt

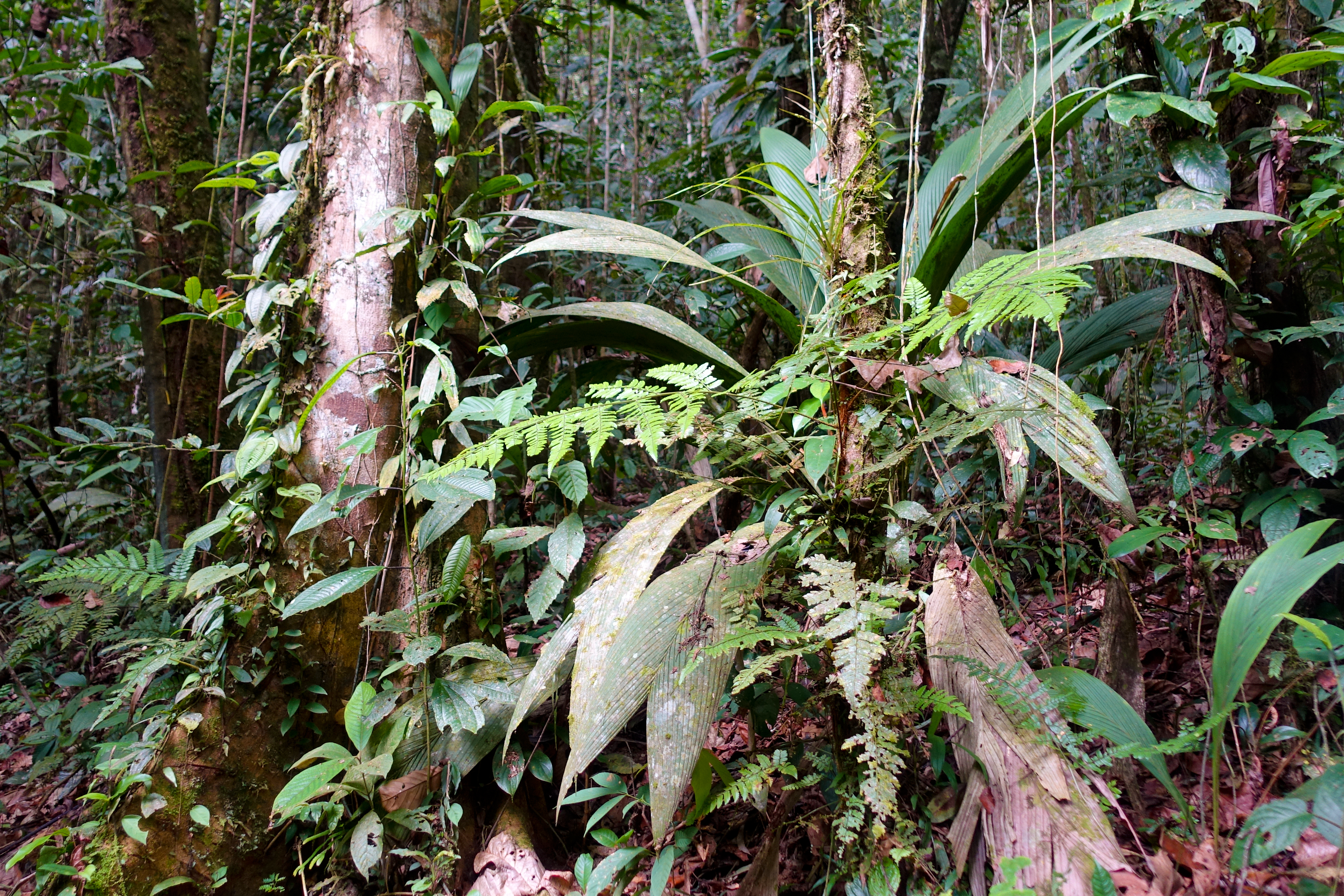
Die enorme Artenvielfalt des Gebietes ist höchst schutzwürdig

Die größten Gefahren für das Schutzgebiet gehen von den primären und sekundären Folgen der Erdölförderung aus:
Primär sind in erster Linie Unfälle, wie die relativ häufig auftretenden Lecks an den Pipelines. Gerät das Öl in ein Gewässer, das ins Cuyabenogebiet fließt – wie etwa 2009 geschehen – droht eine Ölpest mit erheblichen ökologischen Folgen. Wie man auf der o.a. Karte erkennen kann, ragen zudem immer noch drei Förder-Konzessionsgebiete in die Reservatsfläche hinein. Dies impliziert den Gedanken, dass die Möglichkeit der Ölgewinnung auch innerhalb des Schutzgebietes noch nicht gänzlich aufgegeben wurde.
Die im Zuge der Ölaktivitäten Infrastrukturell erschlossenen und anschließend planmäßig besiedelten Gebiete führten seit den 1970er Jahren zu einer drastischen Zunahme der Besiedlungsdichte – vor allem im Westen, aber auch im Nord- und Südwesten der Reservatsgrenzen. Sekundäre Folgen sind daher illegale Übergriffe auf das Schutzgebiet wie Holzeinschlag, Jagd, Rodung, Handel mit Tieren und Pflanzen, Anlage von landwirtschaftlichen Monokulturen bis hin zu Besiedlungsaktivitäten durch die zahlreichen Neubürger. Diese Veränderungen verringern die Populationen der wild lebenden Tiere und Pflanzen.
Neben den genannten negativen Einflüssen durch Erdöl, Besiedlung und Tourismus wird nicht zuletzt die globale Erwärmung in Zusammenhang mit der Entwaldung genannt, die sehr wahrscheinlich die Dauer der Trockenzeit erhöht und damit zu Dürren führen kann.